# Apostelkirche (Groß Stöckheim)

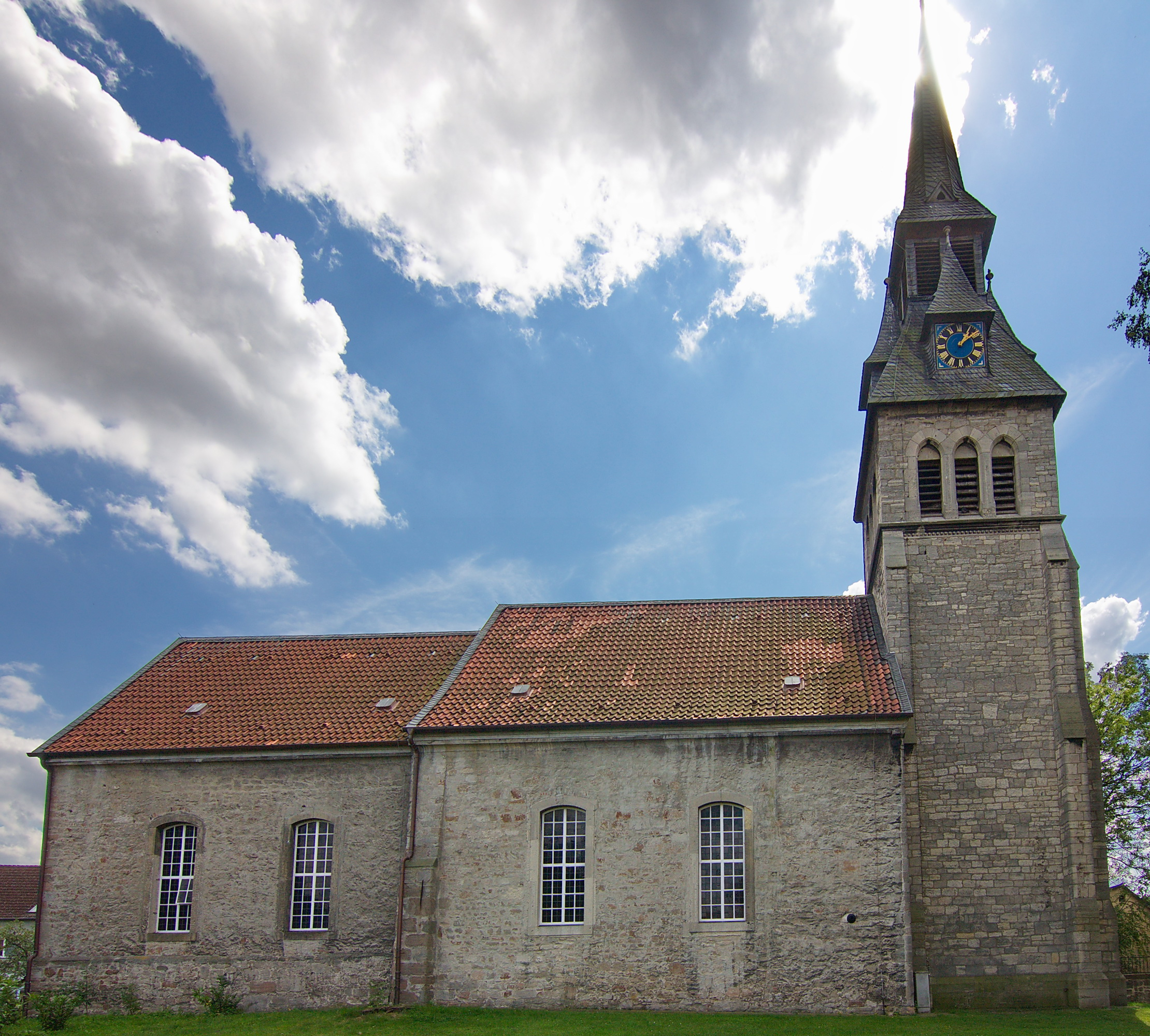
Apostelkirche

Die evangelisch-lutherische, denkmalgeschützte Apostelkirche steht in Groß Stöckheim, einem Stadtteil der Kreisstadt Wolfenbüttel im Landkreis Wolfenbüttel von Niedersachsen. Die Kirchengemeinde gehört zum Pfarrverband Johannes der Täufer in der Propstei Wolfenbüttel der Evangelisch-Lutherischen Landeskirche in Braunschweig.

## Beschreibung
Die erste Vorgängerkirche gab es laut einer Urkunde aus dem Jahr 1052 schon um das Jahr 1000. Ein Archidiakonat ist ab 1236 sicher bezeugt. Im Dreißigjährigen Krieg wurde die Kirche stark zerstört, 1641 standen nur noch ein paar Mauern. 1678 wurde die Kirche wieder errichtet. Im Siebenjährigen Krieg wurde sie erneut zerstört. 1792 erfolgte ein Neubau aus Bruchsteinen. 
Das Langhaus hat zwei Achsen, ebenso der wenig eingezogene rechteckige Chor. Jeweils beide sind mit einem Satteldach bedeckt. Mit dem Bau des Kirchturms im Westen mit vier Geschossen, dessen Wände durch Strebepfeiler gestützt werden, wurde erst 1892 begonnen. Seitdem hat sich das äußerliche Erscheinungsbild kaum noch verändert. Im Ersten Weltkrieg wurden die Kirchenglocken für Rüstungszwecke demontiert. 1930 wurden neue Glocken auf den Turm gebracht. Im Zweiten Weltkrieg mussten die Glocken erneut abgenommen werden. 1957 bekam der Turm zwei kostengünstige Gussstahlglocken, die in einem Glockenstuhl aus Stahl hingen. Sowohl die Glocken als auch der Glockenstuhl hatten das Ende ihrer Lebensdauer erreicht. 2019 wurden daher von einer Stiftung zwei Bronzeglocken unterschiedlicher Größe beschafft und ein neuer Glockenstuhl aus Holz gebaut.
1963 bekam der Innenraum sein heutiges Aussehen. Der Altar stammt allerdings aus dem 13. Jahrhundert, das Taufbecken und ein Kruzifix stammen aus dem 16. Jahrhundert. Im Chor wurden 1964 spätgotische Wandmalereien freigelegt. Die erste Orgel wurde 1866 gebaut. Sie wurde 1968 durch eine Orgel im alten Prospekt mit acht Registern, verteilt auf ein Manual und ein Pedal, von Alfred Führer ersetzt.